# KEY LAND - KEY
《KEY LAND - KEY》는 SM TOWN의 소극장 콘서트 브랜드 〈THE AGIT〉의 일환으로, 샤이니의 Key의 단독 콘서트 테마이다. 당초 6회로 예정되어 있었으나 호응이 좋아 2월 3일과 9일의 추가 공연, 16일과 17일의 3회 일정이 추가되었다.

## 일정
| 일정                  | 도시 | 국가     | 장소           | 관객 수      |
| --------------------- | ---- | -------- | -------------- | ------------ |
| 2019년 2월 3일 (1회)  | 서울 | 대한민국 | SMTOWN THEATRE | 통산 8,800명 |
| 2019년 2월 3일 (2회)  | 서울 | 대한민국 | SMTOWN THEATRE | 통산 8,800명 |
| 2019년 2월 4일        | 서울 | 대한민국 | SMTOWN THEATRE | 통산 8,800명 |
| 2019년 2월 7일        | 서울 | 대한민국 | SMTOWN THEATRE | 통산 8,800명 |
| 2019년 2월 8일        | 서울 | 대한민국 | SMTOWN THEATRE | 통산 8,800명 |
| 2019년 2월 9일 (1회)  | 서울 | 대한민국 | SMTOWN THEATRE | 통산 8,800명 |
| 2019년 2월 9일 (2회)  | 서울 | 대한민국 | SMTOWN THEATRE | 통산 8,800명 |
| 2019년 2월 10일       | 서울 | 대한민국 | SMTOWN THEATRE | 통산 8,800명 |
| 2019년 2월 16일       | 서울 | 대한민국 | SMTOWN THEATRE | 통산 8,800명 |
| 2019년 2월 17일 (1회) | 서울 | 대한민국 | SMTOWN THEATRE | 통산 8,800명 |
| 2019년 2월 17일 (2회) | 서울 | 대한민국 | SMTOWN THEATRE | 통산 8,800명 |

## 세트 리스트
- Concert Start -
- Chemicals
- SHIFT

- Ment -
- Hologram

- VCR #1 -
- 미워 (The Duty Of Love)
- Easy To Love

- Ment -
- Honest
- Imagine
- 센 척 안 해 (One Of Those Nights)
- Good Good

- Ment -
- I Wanna Be
- I Will Fights

- Encore -
- Forever Yours

- Dancer Introduction -
- Cold
- This Life